# Rich House Poor House
Rich House Poor House ist eine britische Reality-TV-Sendung mit Craig Kelly, Tertta Saarikko, Adam Stott und anderen. Die Sendung wird von Danny Fildes, Marcus English, Simon Bowyer und anderen geleitet. Die erste Folge wurde am 30. März 2017 auf Channel 5 ausgestrahlt.
Die Fernsehsendung wird von Claire Collinson-Jones, Emma Read, Jon Durbridge, David Emerson und anderen unter Hat Trick Productions erstellt und produziert.
Zwei Familien  mit völlig unterschiedlichen finanziellen Möglichkeiten tauschen sieben Tage lang die Häuser, Budgets und den sozialen Status, um herauszufinden, wie die andere Seite lebt.

## Besetzung
- Craig Kelly (Erzähler)
- Adam Stott
- Tertta Saarikko
- Terhi Ketolainen
- Henna Dolk Viksten
- Anna Ahtiainen

## Regie
Die Regie der verschiedenen Episoden der Serie wurde von verschiedenen Personen geführt:
- Danny Fildes (14 Episoden, 2017–2018)
- Marcus English	(4 Episoden, 2017)
- Simon Bowyer (4 Episoden, 2019–2020)

## Produktion
Die verschiedenen Folgen der Serie werden von verschiedenen Produzenten produziert, wie zum Beispiel:
- Claire Collinson-Jones, Executive Producer (21 Episoden, 2017–2018)
- Emma Read, Executive Producer (14 Episoden, 2019–2021)
- Jon Durbridge, Executive Producer / series editor (13 Episoden, 2017–2018)
- David Emerson, Executive Producer (12 Episoden, 2019–2020)
- Kate Roberts, Series Producer (12 Episoden, 2019–2020)
- Simon Greenwood, Series Producer (11 Episoden, 2019–2021)
- Annabel Walker, Line Producer (10 Episoden, 2019–2020)

## Rezension
Tim Dowling meint im Guardian: „Weil es nicht politisch ist, bedeutet es wahrscheinlich nicht ausdrücklich, die Idee zu fördern, dass wachsende Einkommensunterschiede keine große Sache sind, dass „Glück mehr über die Menschen ist, die Sie um sich haben“ und dass Reichtum so stark entstigmatisiert werden muss wie Armut, weil Geld keine Rolle spielt.“

## Deutsche AdaptionPlötzlich arm, plötzlich reich
Am 23. Mai 2018 wurde die deutschsprachige Adaption Plötzlich arm, plötzlich reich auf Sat.1 erstmals ausgestrahlt.
Sat.1 hat am 29. Mai 2021 über Twitter bekannt gegeben, dass die Show mit sofortiger Wirkung abgesetzt wurde.

### Kritik
Der Armutsforscher Christoph Butterwegge kritisierte, dass „die Sendung denjenigen in die Karten“ spiele, „die Armut gern als selbstverschuldet und Reichtum als verdient darstellen wollen“. Im Mai 2021 kritisierte der Sänger Ikke Hüftgold, der den Dreh abgebrochen hatte, dass mit psychisch schwer traumatisierten Kindern gedreht worden sei und erstattete Strafanzeige gegen die Imago TV und Sat.1.